# Maser

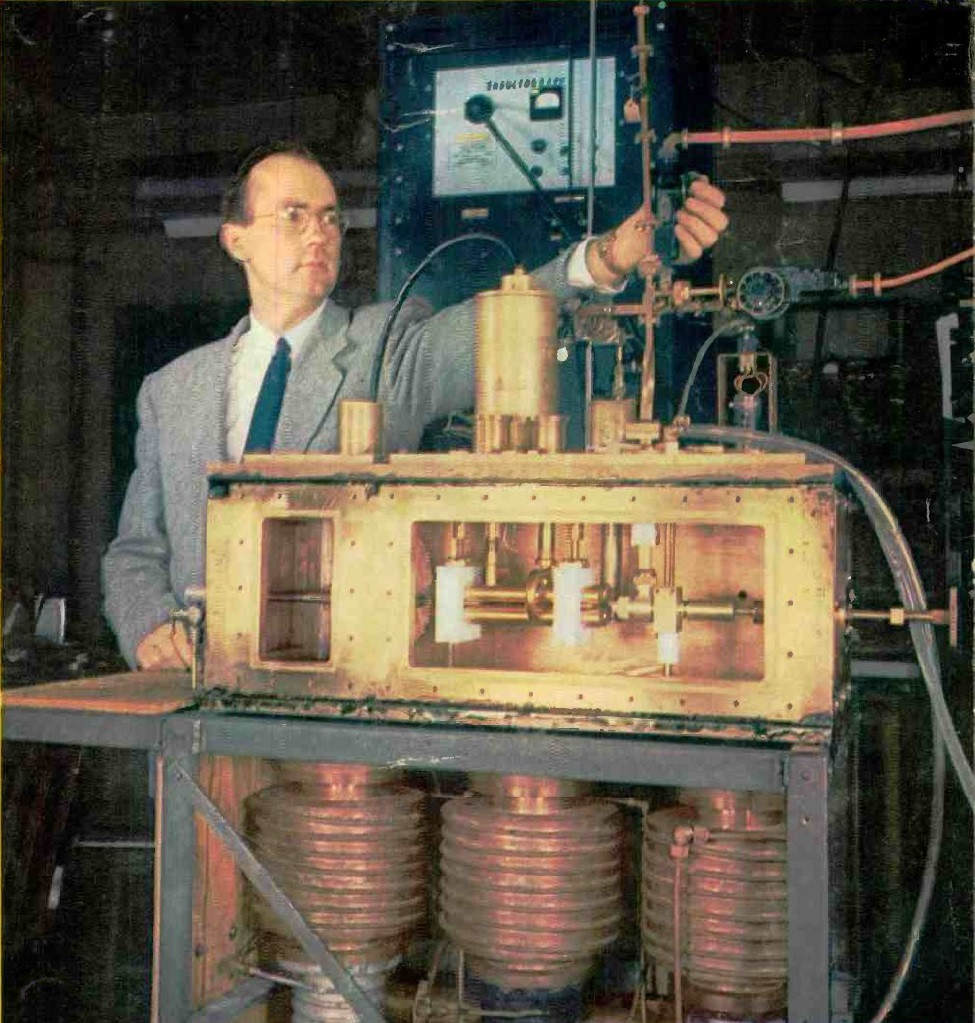
Pierwszy prototyp masera i jego wynalazca Charles Townes. Dysza amoniaku i sekcja wzbudzania znajduje się po lewej stronie° Cztery mosiężne pręty w środku to kwadrupolowy selektor cząsteczek. Rezonator (mały prostopadłościan) znajduje się po prawej stronie. Mikrofale 24 GHz wychodzą z rezonatora przez pionowy falowód. Na dole są pompy próżniowe.

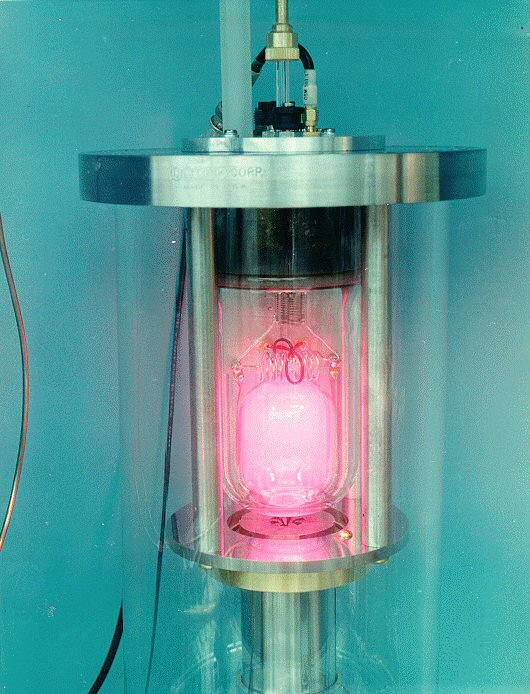
Maser wodorowy

Maser (od ang. Microwave Amplification by Stimulated Emission of Radiation: wzmocnienie mikrofal poprzez wymuszoną emisję promieniowania) – urządzenie wytwarzające lub wzmacniające mikrofale przez zjawisko emisji wymuszonej w atomach lub cząsteczkach. Może wytwarzać wiązkę spójnych fal.
Maser to urządzenie o zasadzie działania identycznej jak laser, ale emitujące promieniowanie w zakresie mikrofal. Masery są używane jako urządzenia mierzące czas (generator wzorcowy) w zegarach atomowych, a także jako selektywne i niskoszumowe wzmacniacze mikrofalowe w radioteleskopach i stacjach naziemnych komunikacji kosmicznej.

## Historia
Zainteresowania wykorzystaniem emisji wymuszonej substancji datuje się na lata 30 XX w. Korzyści, jakie podczas II wojny światowej odniesiono z użycia promieniowania mikrofalowego w radarach, skutkowały licznymi pracami nad wytwarzaniem, wzmacnianiem i detekcją mikrofal (po zakończeniu wojny). Pierwszy publiczny opis możliwości budowy urządzenia, wytwarzającego mikrofale w ośrodku, w którym wytworzy się inwersję obsadzeń, przedstawił Joseph Weber w Ottawie w 1952 r. – podczas konferencji poświęconej lampom elektronowym. Koncepcję uzyskania inwersji obsadzeń w gazowym amoniaku opracował Charles Townes w 1952 roku. Informacje o konstrukcji masera Townes, wraz z zespołem z  New York’s Columbia University, opublikował w 1953 roku. Pierwszy na świecie maser rozpoczął działanie w 1954 r.
Ośrodkiem czynnym pierwszego masera był gazowy amoniak, którego cząsteczka ma metatrwały stan wzbudzony, z którego przejście do podstawowego odpowiada emisji promieniowania o częstotliwości 23 900 MHz. W układzie próżniowym amoniak przepływał kolejno kolejno przez sekcje: wzbudzania, separacji i emisji. Cząsteczka ta w stanie podstawowym ma większy moment dipolowy niż w stanie wzbudzonym. Energia wzbudzenia tego stanu jest znacznie mniejsza od energii cząstek w temperaturze pokojowej. Amoniak zawierający cząsteczki wzbudzone i w stanie podstawowym przechodził do separatora, którym były cztery pręty naelektryzowane w układzie kwadrupola. Cząsteczki niewzbudzone są wciągane w pole elektrostatyczne, które w układzie kwadrupolowym jest najsłabsze w środku, a silniejsze między elektrodami, w wyniku czego cząstki niewzbudzone wypadają z wiązki amoniaku. W wyniku takiej separacji uzyskiwano gaz, w którym występowała inwersja obsadzeń – czyli w stanie wzbudzonym było więcej cząsteczek niż w stanie podstawowym. W stanie inwersji liczba emisji wymuszonych jest większa od absorpcji promieniowania.
Rezonator jest układem dwóch równoległych płytek, umieszczonych w takiej odległości by promieniowanie o wzbudzanej częstotliwości rezonowało w nim. Jedna z płytek ma otwór, którym wydostaje się wytwarzane promieniowanie. Pierwszy maser wytwarzał promieniowanie o częstotliwości 23,87 GHz (długość fali 1,25 cm), promieniowanie było spójne i miało bardzo mały szum w porównaniu do wytwarzanego w lampach mikrofalowych.
Rosjanie Nikołaj Basow i Aleksandr Prochorow doszli do tego samego pomysłu co Townes mniej więcej w tym samym czasie. Dążąc do poprawienia właściwości spektroskopów mikrofalowych, zauważyli, że stosując maser uzyskują lepszy stosunek sygnału do szumu niż w tradycyjnych wzmacniaczach.
Nicolaas Bloembergen usprawnił maser Townesa, a w 1956 roku skonstruował maser działający w ciele stałym, z trójpoziomowym układem wzbudzania.
Gdy w 1958 roku Schawlow i Townes opublikowali propozycję optycznego masera (lasera), z trójpoziomowym układem wzbudzania, Bloembergen stwierdził, że zdawał sobie sprawę z możliwości wytworzenia maserów optycznych, ale nie miał ani laboratorium ani doświadczenia w optyce.
W 1964 roku Charles Townes wraz z Nikołajem Basowem i Aleksandrem Prochorowem otrzymał Nagrodę Nobla z dziedziny fizyki za „fundamentalne prace w dziedzinie elektroniki kwantowej, które doprowadziły do skonstruowania oscylatorów i wzmacniaczy bazujących na zasadzie działania masera i lasera”.

## Typy maserów
Zasadniczo podział maserów jest identyczny jak podział laserów. Różnice wynikają głównie z różnic w energii kwantów emitowanego promieniowania. W przypadku maserów jest to energia mniejsza od energii drgań termicznych w temperaturze pokojowej.
Niektóre typy maserów:
- maser z wiązką atomową (cząsteczkową, cząstkową) – w maserach tych czynnikiem roboczym jest wiązka atomów, cząsteczek lub cząstek. Po wzbudzeniu przechodzą przez separator pozostawiający w wiązce jedynie cząstki wzbudzone.
  - amoniakalny,
  - wodorowy,
  - na swobodnych elektronach
- gazowe – czynnikiem roboczym jest gaz
  - rubinowy
  - barwnikowy i chemiczny
- krystaliczne – czynnikiem w którym zachodzi akcja laserowa jest monokryształ,
  - półprzewodnikowe najczęściej stosuje się german i gadolin[4]
  - rubidowy[4]

## Maser wodorowy
Maser wodorowy został opracowany w 1960 roku przez amerykańskiego fizyka Normana Ramseya i jego współpracowników. W 1989 roku Ramsey otrzymał Nagrodę Nobla w dziedzinie fizyki między innymi za prace nad maserami.
W atomie wodoru w stanie podstawowym spin elektronu może być ustawiony zgodnie (równolegle) lub przeciwnie (antyrównolegle) do spinu protonu w jądrze atomowym, tworząc strukturę nadsubtelną w poziomach energetycznych wodoru. Między tymi stanami istnieje niewielka różnica energii około 10 -5 eV. Przejście między tymi poziomami odpowiada fali elektromagnetycznej o częstotliwości 1,42 GHz (długości 21 cm). Przejście to jest znane z radioastronomii jako linia wodoru 21 cm i jest stosowana do wykrywania międzygwiezdnego wodoru atomowego.
W maserze wodorowym fale radiowe rozbijają cząsteczki wodoru na atomy, które uformowane w wiązkę przechodzą przez separatorator magnetyczny rozdzielający atomy ze względu na ich moment magnetyczny. Do kwarcowej komory pokrytej od wewnątrz teflonem w której zachodzi akcja laserowa trafiają wzbudzone atomy wodoru, konstrukcja ścian komory ma zapobiec przejścia wodoru do stanu podstawowego w wyniku zderzenia z jej ścianami. Komora jest otoczona wnęką mikrofalową, dostrojoną rezonansowo do częstotliwości przejścia między dwoma nadsubtelnymi stanami wodoru. Promieniowanie mikrofalowe rezonujące we wnęce rezonansowej jest wzmacniane i wywołuje emisje wtórne mikrofal o tej samej częstotliwości.
Wnęka masera może emitować mikrofale tylko w wyniku emisji wymuszonej zachodzącej w niej, wówczas maser nazywa aktywnym. Wnęka może też być zasilana falami mikrofalowymi z zewnętrznego generatora synchronizowanego z promieniowaniem komory, wówczas maser określany jest jako pasywny. Maser pasywny ma mniejsze wymagania co do ilości i stanu wzbudzenia wodoru, przez co jest znacznie łatwiejszy w konstrukcji.
Masery wodorowe mogą pracować bardzo stabilnie przez lata. Czas życia stanów wzbudzonych wynosi około jednej sekundy, co powoduje bardzo wysoką dokładność częstotliwości wyjściowej; odchylenie wynosi tylko 1 Hz, dlatego masery wodorowe są używane jako precyzyjne wzorce częstotliwości w laboratoriach i zegarach atomowych. Ich doskonała stabilność częstotliwości umożliwia weryfikację ogólnych twierdzeń teorii względności, w których decydującą rolę odgrywają niewielkie różnice czasowe. W radioastronomii masery wodorowe są używane do interferometrii, gdzie wymagane jest dokładne rejestrowanie sygnałów z odległych teleskopów. Również w ocenie pomiarów radarowych w celu określenia dryfu kontynentalnego lub astronomicznych pomiarów odległości, w których muszą być zmierzone bardzo małe różnice czasowe, niezbędne są dokładne normy czasu masera wodorowego.
Każdy satelita systemu Galileo ma 4 zegary w tym dwa oparte na pasywnych maserach wodorowych i dwa rubidowe.

## Laser na swobodnych elektronach
Urządzeniem które może emitować spójne promieniowanie w zakresie od mikrofal do promieniowania rentgenowskiego jest laser na swobodnych elektronach, jego konstrukcje wytwarzające mikrofale nazywane są maserami. Lasery tego typu nie wykorzystują dyskretnych stanów elektronów w atomach lub cząsteczkach. Maser tego typu składa się z   akceleratora elektronów rozpędzającego elektrony do prędkości bliskiej prędkości światła. Elektrony wpadają do urządzania, zwanego undulatorem, w którym panuje pole magnetyczne prostopadłe do kierunku ruchu elektronów o zmieniającym się cyklicznie zwrocie pola magnetycznego. Elektrony w polu magnetycznym zmieniają kierunek ruchu, czemu towarzyszy emisja promieniowania. Elektrony biegnące przez undulator cyklicznie zmieniają kierunek ruchu, z tak poruszającymi się elektronami oddziałuje promieniowanie przez nie emitowane. Promieniowanie synchroniczne do elektronów jest wzmacniane, tworząc wiązkę promieniowania elektromagnetycznego.
Budowa lasera na swobodnych elektronach jest droga, dlatego konstruuje się głównie tego typu urządzenia do emisji promieniowania rentgenowskiego. W 2018 roku na świecie działało kilkadziesiąt laserów na swobodnych elektronach w tym utworzony w ramach porozumienia europejskiego w tym i Polski European XFEL.

## Nazewnictwo
W przeszłości do nazywania urządzeń działających na zasadzie lasera, lecz pracujących w innych zakresach długości fal, proponowano użycie nazw utworzonych przez analogię do skrótów MASER i LASER, różniących się jedynie pierwszą literą lub przedrostkiem, zależnym od stosowanej długości fali. Słowo laser (od ang. skrótu Light Amplification by Stimulated Emission of Radiation) pojawiło się w nauce później niż maser za sprawą Gordona Goulda, jednego ze współodkrywców lasera. Zaproponował on również nazwy dla analogicznych urządzeń emitujących inne długości fal: UVaser dla ultrafioletu, Xaser dla promieniowania X, graser dla promieniowania gamma, raser dla częstotliwości radiowych, oraz iraser dla podczerwieni. Spośród tych pięciu neologizmów, w nauce funkcjonował przez krótki czas jedynie raser, jednak ostatecznie upowszechniły się jedynie słowa laser i maser. Obecnie urządzenia emitujące fale o częstotliwościach mniejszych niż odpowiadające podczerwieni bywają ogólnie nazywane maserami, natomiast dla podczerwieni, światła widzialnego i wyższych zakresów częstotliwości, najczęściej stosuje się nazwę laser.